# Villa Cosenza
Villa Cosenza è una delle ville settecentesche del Miglio d'oro.
È situata a San Giorgio a Cremano in via Cavalli di Bronzo, 51.

## Storia
Inizialmente la villa faceva parte del complesso della maggiore villa Vannucchi e apparteneva all'omonima famiglia. 
In seguito, verso la fine dell'Ottocento, la dimora fu acquistata dai Cosenza. 
Per via dei lavori di ristrutturazione, nel corso dell'Ottocento la struttura della villa è stata molto modificata rispetto al prospetto originario. 
Non resta, infatti, quasi più nulla del prospetto architettonico settecentesco contenuto nella mappa del Duca di Noja.
In base allo schema originario, l'edificio presentava un cortile delimitato da due ali laterali e attraversato al centro da un viale che conduceva alla campagna.
Della veste settecentesca si conservano invece attualmente solo alcuni elementi, quali i decori degli ambienti interni; lo spartito ad archi; i pilastri dell'atrio; le verande in ferro e vetro che chiudono gli archi del controprospetto sul cortile.
Nonostante le estese ristrutturazioni, ed il distacco dal complesso architettonico principale, l'edificio resta tuttora collegato a villa Vannucchi, in quanto il largo ad esedra posto di fronte alla villa, sul lato opposto della strada, è ricavato dal muro perimetrale della grande dimora settecentesca.